# Ускаси
Уска́си (рос. Ускасы, чув. Услă Пукаш) — присілок у складі Маріїнсько-Посадського району Чувашії, Росія. Входить до складу Ельбарусовського сільського поселення.
Населення — 141 особа (2010; 157 у 2002).
Національний склад:
- чуваші — 99 %

## Відомі уродженці
- Афанасьєв Іларіон Панасович — радянський державний діяч, депутат Верховної Ради РФРСР та СРСР.